# Il ricco d’un giorno
Il ricco d’un giorno (dt. Der Reiche für einen Tag) ist ein Dramma giocoso in drei Akten von Antonio Salieri auf einen Text von Lorenzo Da Ponte.
Die Uraufführung des Werkes fand am 6. Dezember 1784 im Wiener Burgtheater statt, die erste moderne Wiederaufführung im Dezember 2004 in Salieris Heimatstadt Legnago.
Das Libretto zu Il ricco d’un giorno stellt Da Pontes ersten Operntext dar. In ihm sind bereits Vorstudien zu später so berühmten Opernfiguren wie etwa Leporello in Mozarts Don Giovanni (1787) zu erkennen. Trotz vieler Anspielungen auf aktuelle Ereignisse (wie etwa den Aufstieg der Montgolfière 1783) konnte das dramaturgisch noch recht unbeholfene Libretto Da Pontes nicht den Beifall der Zeitgenossen finden. Salieris Vertonung konnte dessen Mängel nur bedingt wettmachen, und so wurde die Oper trotz vieler gelungener Nummern nach nur sechs Vorstellungen abgesetzt.
Nach diesem Misserfolg wechselte Salieri in das Lager von Da Pontes stärkstem Konkurrenten in Wien, Giovanni Battista Casti, und machte somit den Weg frei für die kongeniale Zusammenarbeit des Dichters mit Wolfgang Amadeus Mozart. Erst Ende 1787 begann eine neue Phase der Annäherung Salieris mit Da Ponte, aus der u. a. die Erfolgsoper Axur, re d’Ormus hervorgehen sollte. Weitere Produkte der Zusammenarbeit Salieri/Da Ponte waren in der Folge:
- Il Talismano (1788)
- Il pastor fido (1789)
- La Cifra (1789)
- Così fan tutte (ca. 1789) – Fragment

Für sein 1789 konzipiertes Pasticcio L'Ape musicale (dt. Die musikalische Biene) hat Da Ponte unter anderem das Terzett „Permettete, Emilia bella“ aus Il ricco d’un giorno wiederverwendet. Neben weiteren beliebten Nummern aus Opern Salieris findet sich in dem Werk auch Musik von Cimarosa, Gassmann, Martín y Soler, Mozart, Paisiello u. a.